# Sanna Valkonen
Sanna Valkonen, född 12 december 1977 i Hyvinge, är en finländsk fotbollsspelare (mittback). Hon landslagsdebuterade 30 augusti 1995 mot Sverige.

## Klubbar
- KIF Örebro DFF
- AIK
- Umeå IK
- Boston Renegades (USA)
- HJK (FIN)
- MPS (FIN)
- PuiU (FIN)
- KontU (FIN)
- HyPS (FIN, moderklubb)

## Meriter
- 105 landskamper
- 7 landslagsmål
- SM-guld 2002 och 2005
- Svenska Cupen-guld 2002, 2003, 2010
- UEFA Women's Cup-guld 2003, 2004
- Svenska Cupen-silver 2004, 2005
- SM-silver 2003, 2004
- EM 2005 (semifinalförlust mot Tyskland)
- Årets damspelare 2001, 2002
- Finsk mästare 5 ggr (KontU 2001, HJK 1998-2000)
- Finska Cupen-guld 6 ggr (PuiU 1996, MPS 1997, HJK 1998-2000, 2002)